# Chunk! No, Captain Chunk!
Chunk! No, Captain Chunk! ist eine 2007 gegründete Metalcore-/Pop-Punk-Band aus Paris. Die Gruppe besteht aus den Gründungsmitgliedern Bertrand Poncet (Gesang), Mathias Rigal (E-Bass), Paul Wilson (E-Gitarre), Éric Poncet (E-Gitarre) und Bastien Lafaye (Schlagzeug).

## Geschichte

### 2007–2010: Gründung undSomething for Nothing
Die Gruppe wurde im Jahr 2007 von Paul Wilson, Bertrand Poncet und Jonathan Donnaes in Paris gegründet. Wilson startete die Gruppe, da er mit einem Sound, welcher aus Pop-Punk, Hardcore und Heavy Metal besteht, experimentieren wollte. Kurz nach der Gründung stießen zwei weitere Musiker hinzu, verließen die Gruppe jedoch rasch wieder, sodass Bertrands Bruder Éric (E-Gitarre) und dessen Freund Mathias Rigal (E-Bass) zur Truppe stießen. Beide hatten zu dem Zeitpunkt noch nie ein Instrument gespielt.
Der Bandname stammt aus dem 1985 erschienenen Abenteuerfilm Die Goonies in welchem die Protagonisten Chunk und Sloth zu den Hauptcharakteren zählen. Als weiteren Grund nannte Poncet, dass der Film eine „schöne Kindheitserinnerung“ war und dass der Name die Musiker innerhalb der Band am besten „reflektiere“. Kurz nach der Gründung nahm die Band ihre erste EP auf, die unter anderem den Song MILF enthält, welcher später auf dem Debütalbum neu eingespielt wurde.
Die Band selbst sagte aus, dass es sehr kompliziert war sich eine eigene Fangemeinde in Frankreich zu erspielen, da in diesem Land so gut wie keine Rockmusikszene existierte. Die Gruppe schaffte es stattdessen in anderen Staaten Europas und in Nordamerika eine Gruppe von Fans zu gewinnen. Die Gruppe veröffentlichte am 2. September 2010 ihre erste Single In Friends We Trust für das Debütalbum, welches am 1. November 2010 in Eigenregie veröffentlicht und Something for Nothing genannt wurde.

### 2010–2014:Pardon My French
Nachdem die Gruppe von Fearless Records mit einem weltweiten Plattenvertrag ausgestattet wurde, erschien eine Neu-Auflage ihres Debütalbums Something for Nothing am 19. Juli 2011. Die Neu-Auflage weist ein anderes Cover-Design und eine veränderte Tracklist auf: So wurden die Stücke MILF und Alex Kidd in a Miracle World durch Make Them Believe ersetzt. Make Them Believe war ursprünglich ein Bonus-Titel auf der japanischen Version der Erstauflage des Albums. Für das Re-Release des Albums wurde zu Captain Blood ein Musikvideo gedreht.
Im Oktober 2011 nahm die Gruppe an der Across the Nation Tour teil, wo Miss May I Headliner waren. Im Rahmen dieser Konzertreise spielte die Band erstmals im Vereinigten Königreich. Im Dezember spielte die Gruppe auf der Fearless Friends Tour gemeinsam mit Blessthefall, The Word Alive, Motionless in White und Tonight Alive eine komplette Tour durch die Vereinigten Staaten. Am 21. November 2011 erschien die Compilation Punk goes Pop 4 der Punk Goes …-Reihe, wo die Gruppe mit einem Cover von Ke$has Single We R Who We R vertreten ist.
Ende Januar und Februar 2012 tourte die Gruppe als Support von Attack Attack! erneut durch die Staaten. Im März und April folgte eine Konzertreise mit der Deathcore-Band Chelsea Grin. Im Sommer spielte Chunk! No, Captain Chunk! ihre erste Warped Tour. Im Rahmen dieser Tour spielte die Gruppe auf der Ernie Ball Stage. Außerdem ist die Single In Friends We Trust auf der Warped Tour 2012 Compilation zu finden. Auf der Warped Tour spielte die Gruppe erstmals neue Songs. Im November und Dezember war die Gruppe Hauptsupport von Woe, Is Me auf deren Talk Your [S]#?! Tour.
Im Januar 2013 starteten die Studioarbeiten mit Produzent Joey Sturgis an dem Nachfolger-Album von Something for Nothing in Michigan. Das Album sollte am 30. April 2013 erscheinen. Im Rahmen des Soundwave spielten Chunk! No, Captain Chunk! erstmals fünf Konzerte in Australien. Diese Konzerte fanden vom 23. Februar bis zum 4. März 2013 in Adelaide, Sydney, Perth, Brisbane und Melbourne statt. Die Gruppe startete eine kleinere Konzerttour mit Handguns, State Champs und City Lights als Support, ehe die Band beim South by So What!? spielte. Außerdem war die Band gemeinsam mit Of Mice & Men Support der ersten Tourhälfte der Right Back at It Again Tour von A Day to Remember. Dies hatte zur Folge, dass die eigentlich Pardon My French Tour mit For All Those Sleeping, Upon This Dawning und City Lights als Support verschoben werden musste. Im Herbst war außerdem eine Tour als Support von Blood on the Dance Floor und Miss May I geplant.
Zwischenzeitlich wurde Pardon My French mit mehreren Bonustiteln neu aufgelegt. Zwischen Juni und August 2014 war die Gruppe Teil der Warped Tour. Kurz nach Tourende kündigte Schlagzeuger Jonathan Donnaes den Ausstieg aus der Band an. Diesen Entschluss habe er bereits im Jahr 2013 getroffen. Bastien Lafaye wurde der neue Schlagzeuger.

### Seit 2015:Get Lost, Find Yourself
Am 11. März 2015 kündigte Fearless Records an, dass das neue Album der Gruppe am 19. Mai 2015 veröffentlicht werden wird. Dieses Album heißt Get Lost, Find Yourself. Das Album wurde in Los Angeles mit Kyle Black, welcher bereits mit Comeback Kid, The Color Morale und New Found Glory arbeitete, produziert.
2018 absolvierte die Band eine Tournee durch Japan. Nachdem es lange Zeit ruhig um die Gruppe geworden war, kündigte diese im Mai 2020 an, an neuer Musik zu arbeiten.

## Stil
Chunk! No, Captain Chunk! sind für ihren Pop-Punk-artigen Sound, welchen die Gruppe mit Heavy-Metal- und Hardcore-Einflüssen kombiniert, bekannt. Dieser Mix wird in der Szene als „Easycore“ bezeichnet. Die Texte werden allesamt in englischer Sprache verfasst, obwohl die Musiker anfänglich mit Sprachproblemen zu kämpfen hatten.
Kritiker bezeichneten die Musik als einen Mix aus Pop-Punk, Melodic Hardcore und Metalcore. Aufgrund der Einschübe elektronischer Tanzmusik wird der Sound der Gruppe auch des Öfteren mit Easycore oder gar mit „Popcore“ umschrieben. Außerdem schrieben die Kritiker der Band die Gruppen A Day to Remember, New Found Glory und Four Year Strong als musikalische Einflüsse zu. Auch wenn Kritiker die Gruppe häufig mit diesen Bands vergleichen, verneinen die Musiker vehement die Nennung ebendieser als musikalischen Einfluss.

## Diskografie

### Alben
| Jahr | Titel Musiklabel                         | Höchstplatzierung, Gesamtwochen, AuszeichnungChartsChartplatzierungen (Jahr, Titel, Musiklabel, Platzierungen, Wochen, Auszeichnungen, Anmerkungen) | Anmerkungen                            |
| Jahr | Titel Musiklabel                         | US | Anmerkungen                            |
| ---- | ---------------------------------------- | --- | -------------------------------------- |
| 2010 | Something for Nothing InVogue Records    | — | Erstveröffentlichung: 1. November 2010 |
| 2013 | Pardon My French Fearless Records        | US72 (1 Wo.)US | Erstveröffentlichung: 29. April 2013   |
| 2015 | Get Lost, Find Yourself Fearless Records | US113 (1 Wo.)US | Erstveröffentlichung: 19. Mai 2015     |
| 2021 | Gone Are the Good Days Fearless Records  | — | Erstveröffentlichung: 30. Juli 2021    |

### EP
- 2008: Chunk! No Captain, Chunk! (EP, Eigenvertrieb)